# 장카이퉁
장카이퉁(중국어 간체자: 江铠同, 정체자: 江鎧同, 병음: Jiāng Kǎitóng, 한자음: 강개동, 1989년 10월 24일 ~ )은 중국의 배우이다.

## 출연작
- 2011년 후난위성텔레비전 금응독파극장 《일불소심애상니》 - 란칭칭 역
- 2012년 후난위성텔레비전 금응독파극장 《또 다른 찬란한 인생》 - 란페이얼 역
- 2012년 후난위성텔레비전 금응독파극장 《상급엽인》 - 낙금심 역
- 2013년 후난위성텔레비전 금응독파극장 《육정전기》 - 옥교 역
- 2013년 장쑤 위성 텔레비전 행복극장 《애섬량》 - 전주 역
- 2014년 후난위성텔레비전 청춘일요일 《여왕가도》 - 아이친 역
- 2016년 후난위성텔레비전 찬석독파극장 《청구호전설》 - 봉비월 역
- 2017년 장쑤 위성 텔레비전 행복극장 《애래적강호》 - 무칭링 역